# Roisan
Roisan est une commune italienne de la Vallée d'Aoste.

## Géographie
Le territoire de Roisan s'étend sur la gauche orographique du Buthier, dans le bas Valpeline. Il comprend le pic des Viou (2 855 mètres), qui offre un panorama à 360 degrés sur les sommets les plus importants de la Vallée d'Aoste.
Près du chef-lieu se situe le pont-aqueduc du Grand-Arvou (ou aqueduc du ru Prévôt), un aqueduc romain ayant été récemment l'objet de travaux de restauration.

Localisation de la commune de Roisan à l'intérieur de la Vallée d'Aoste.

## Histoire
Le territoire communal de Roisan fut divisé au XIIe en deux fiefs, dont un devint propriété des seigneurs de Rhins et attribuée à l'évêché d'Aoste, et l'autre fut compris dans la propriété des seigneurs de Quart, l'une des plus importantes familles nobles valdôtaines.

## Monuments et lieux d'intérêt
- Tour de Closellinaz
- Château de Rhins
- Pont-aqueduc du Grand-Arvou

## Fêtes et foires
- Le Carnaval de la Combe froide, en patois valdôtain, Carnaval de la coumba freida (voir lien externe)

## Sport
- Tsan
- Football - à Roisan se trouve le terrain de football du Grand Combin, où joue l'Association sportive amateurs du Grand Combin.

## Administration
| Période                                  | Période     | Identité       | Étiquette     | Qualité |
| ---------------------------------------- | ----------- | -------------- | ------------- | ------- |
| 9 mai 2005                               | 24 mai 2010 | Silvio Barrel  |               | Syndic  |
| 24 mai 2010                              | En cours    | Gabriel Diémoz | Liste civique | Syndic  |
| Les données manquantes sont à compléter. |             |                |               |         |

## Hameaux
Baravex, Blavy, Careybloz, Chambrette, Champapon, Champvillair Dessous, Champvillair Dessus, Chaumé, Fontillon, Clavallaz, Closellinaz, Crétaz, Gorrey, Ladret, Les Adrets, Martinet (chef-lieu), Massinod, Moulin, Preil, Rhins, Pointier, Salé, Champ de Bau, Château, Chaviller, Chez Collin, Creusévy, Zatély

## Galerie de photos

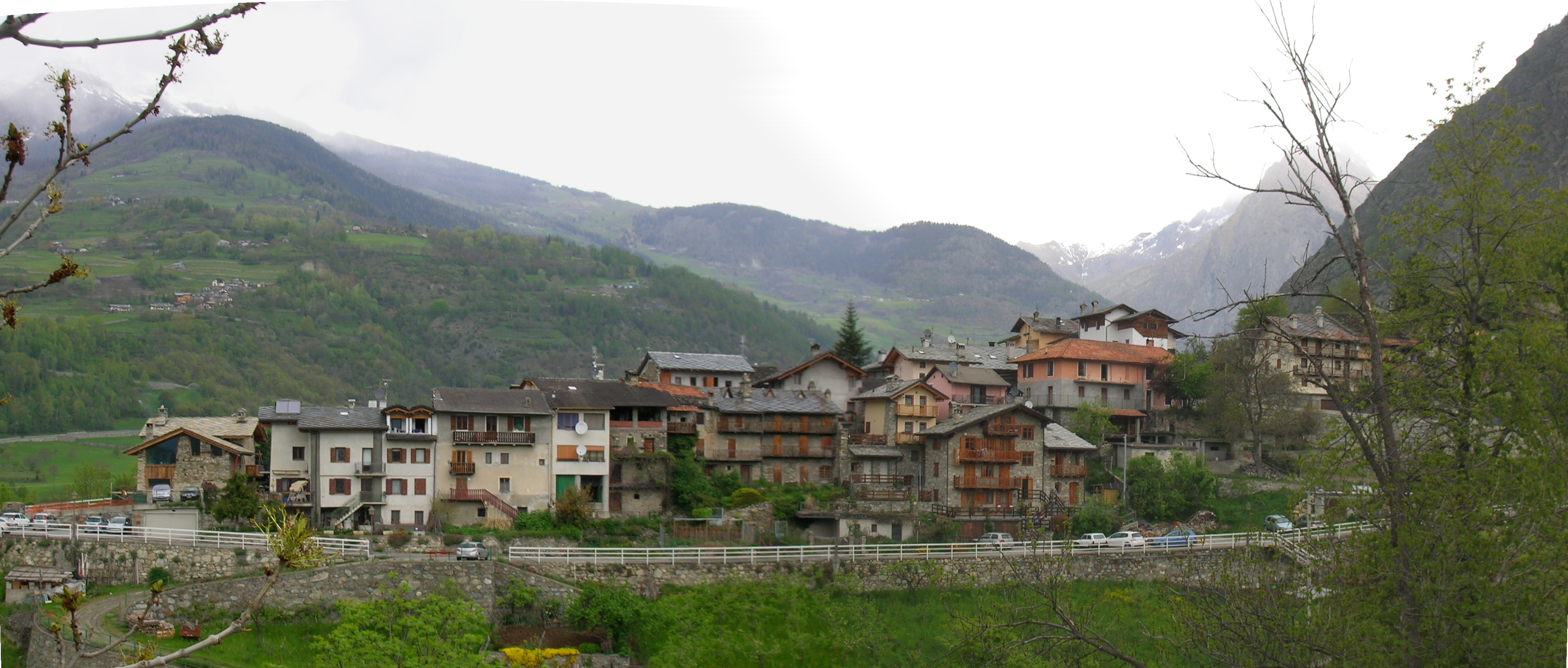
Vue du chef-lieu
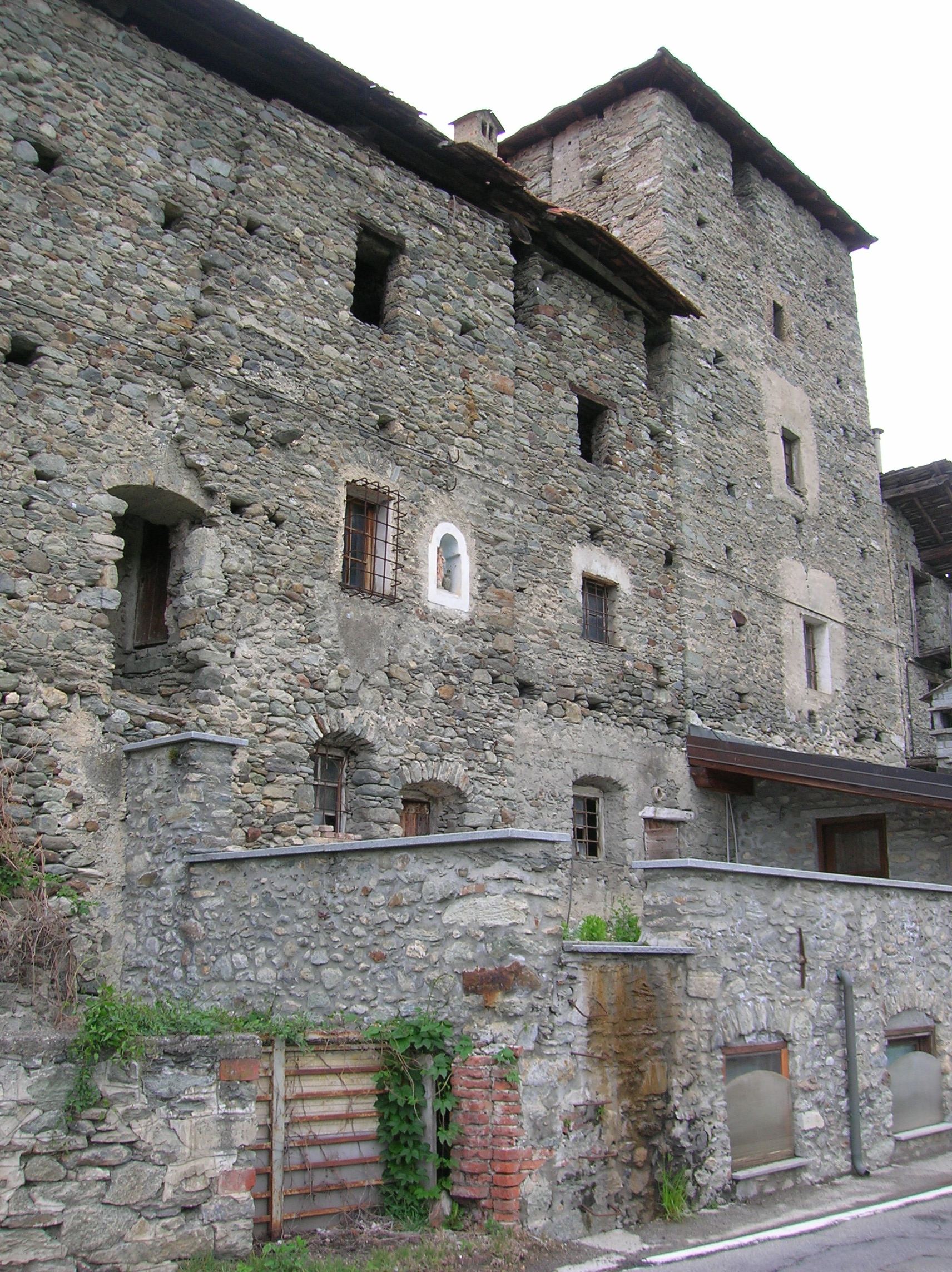
La maison forte de Rhins.
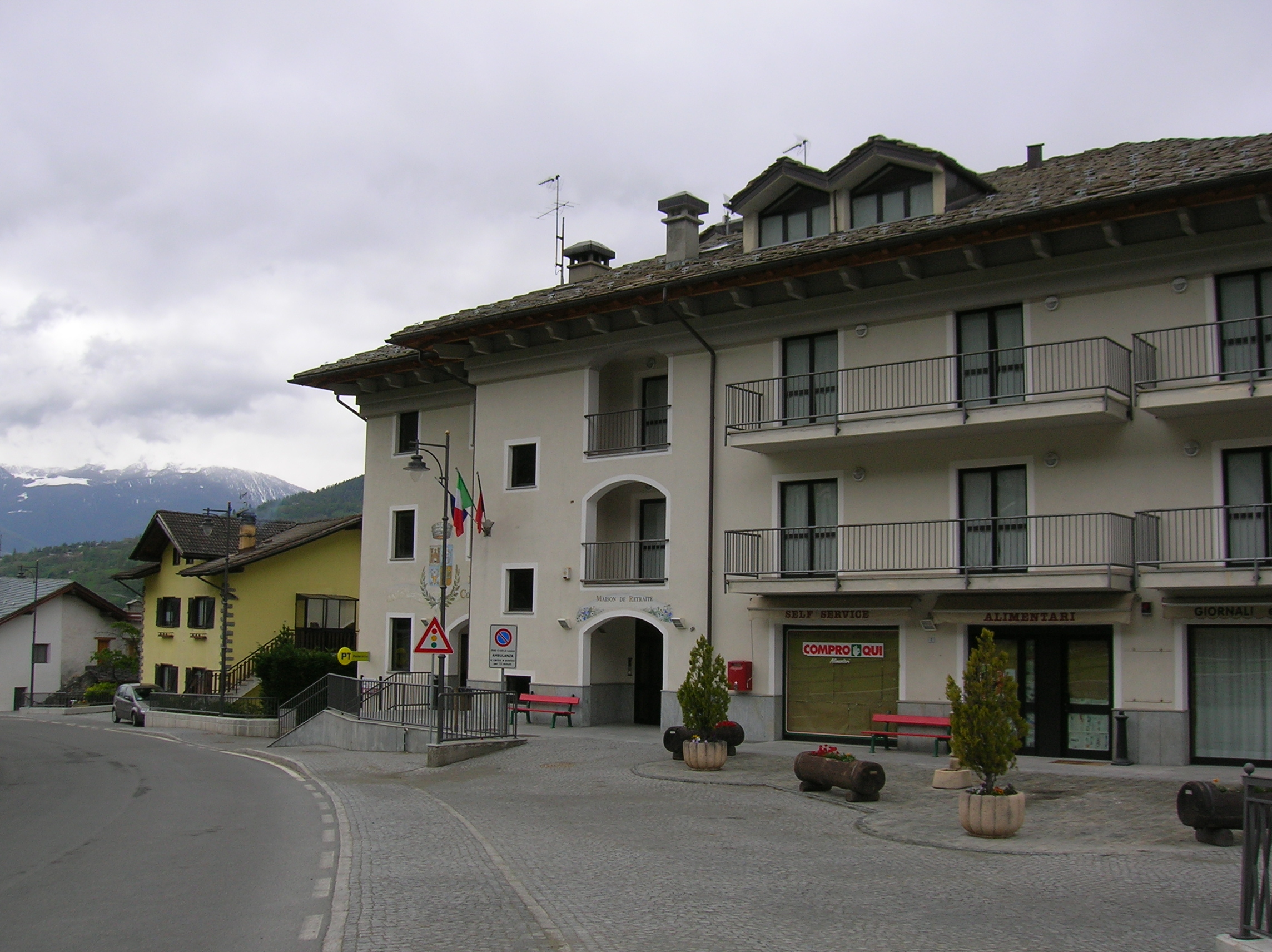
La maison communale.
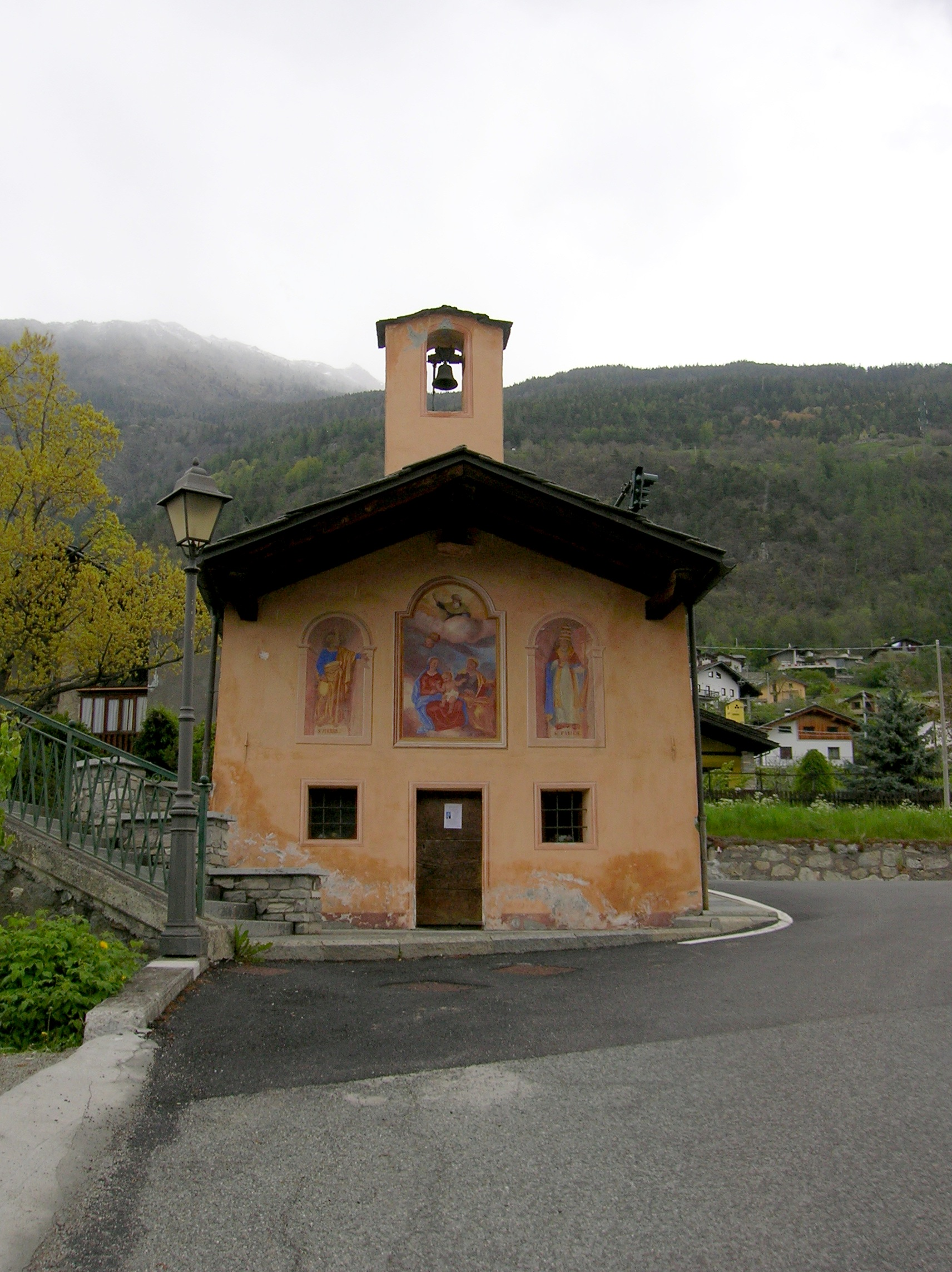
Une chapelle près du chef-lieu.
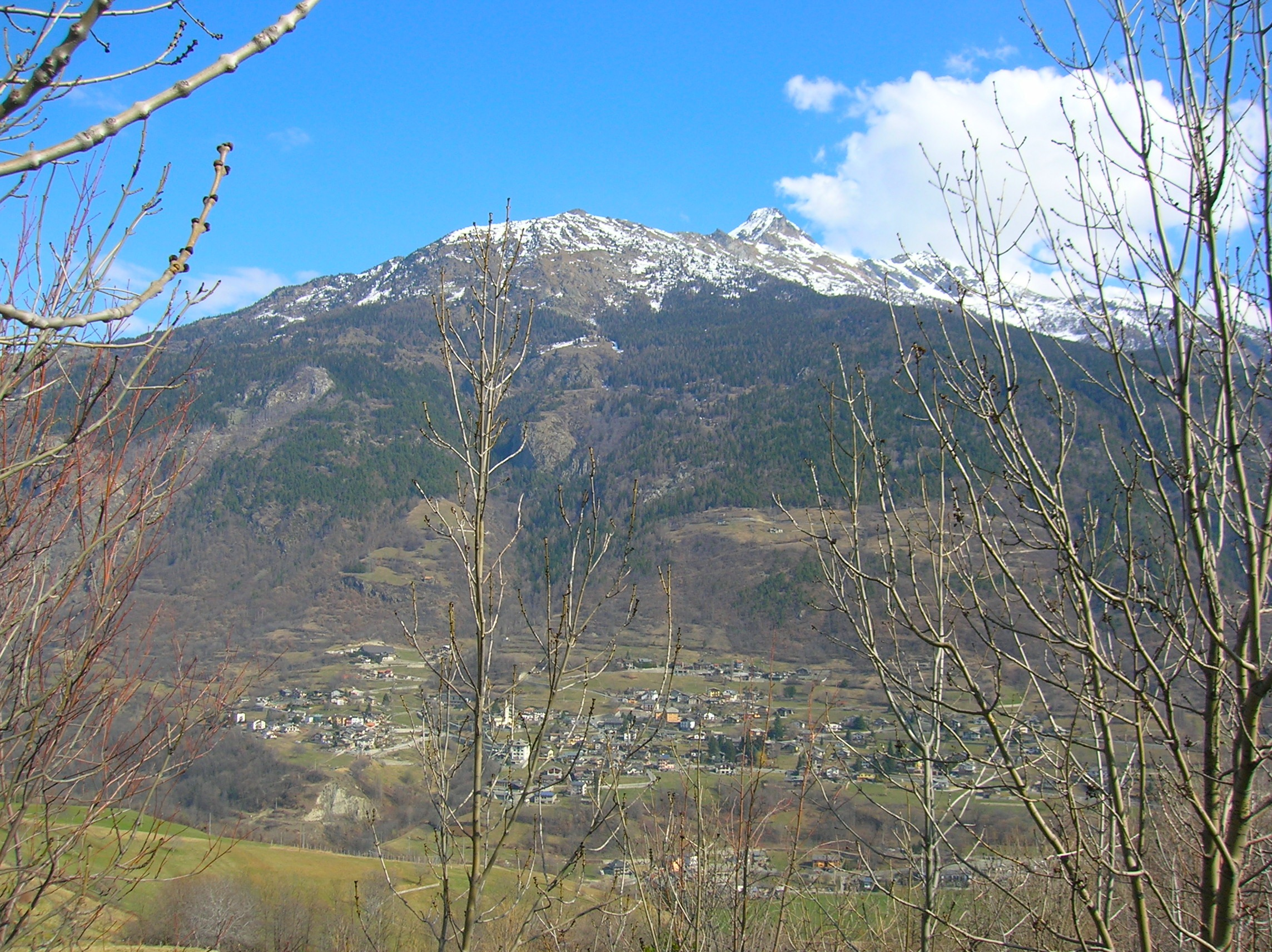
Roisan vu de la tour de Gignod en hiver.
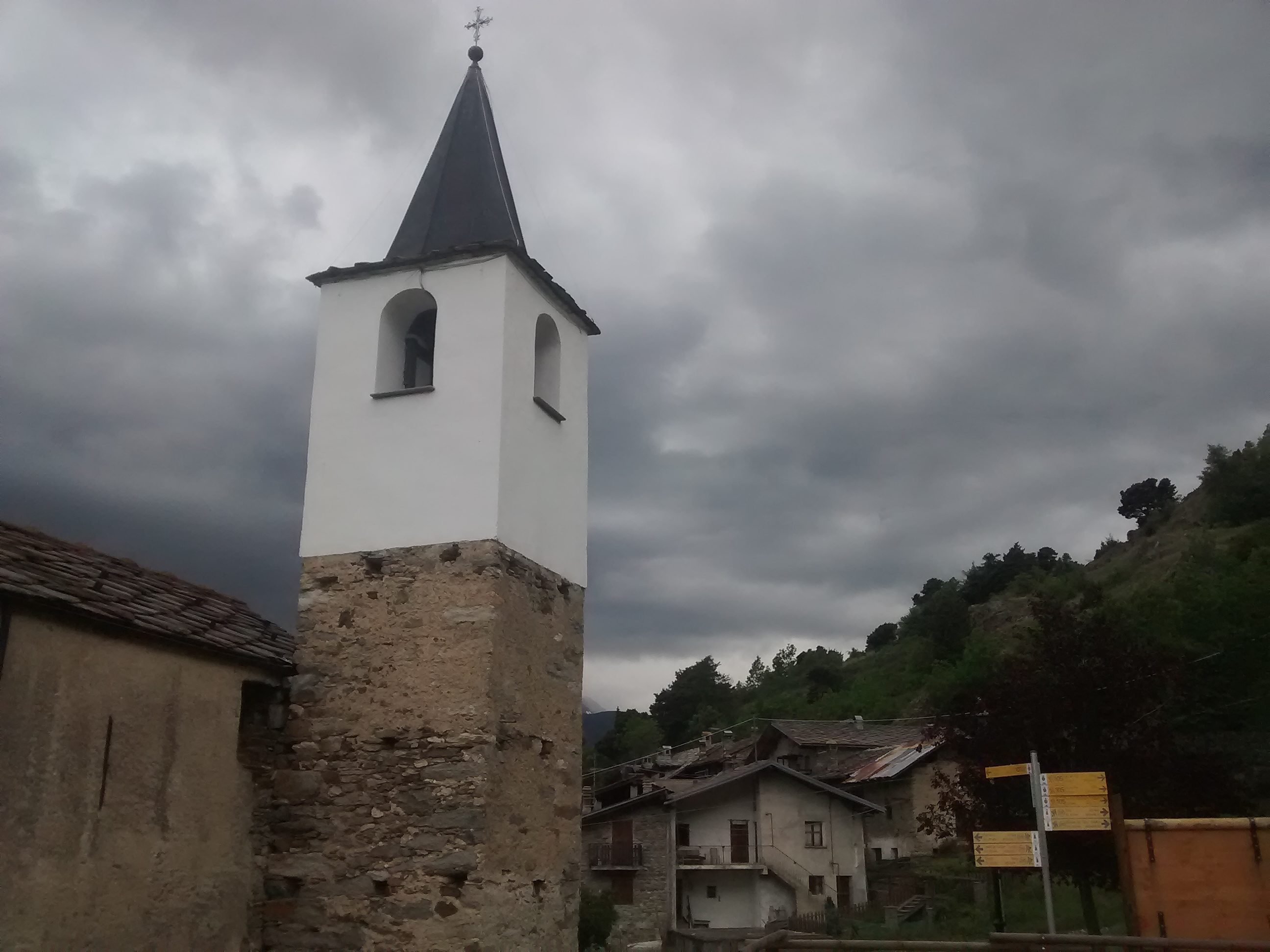
L'église de Blavy.

## Communes limitrophes
Aoste, Doues, Gignod, Saint-Christophe, Valpelline